# Naula-Meronen
Naula-Meronen är en sjö i kommunen Petäjävesi i landskapet Mellersta Finland i Finland. Sjön ligger 170,8 meter över havet. Arean är 82 hektar och strandlinjen är 4,96 kilometer lång. Sjön  ingår i Kymmene älvs huvudavrinningsområde.   Den ligger omkring 27 kilometer väster om Jyväskylä och omkring 240 kilometer norr om Helsingfors. 